# توني بوند (لاعب كرة قدم)
توني بوند (بالإنجليزية: Tony Bond)‏ (1 يناير 1888 ببرستون في المملكة المتحدة - ) هو لاعب كرة قدم بريطاني (وحمل سابقاً جنسية المملكة المتحدة لبريطانيا العظمى وأيرلندا) في مركز الهجوم. لعب مع برادفورد سيتي وLancaster City F.C. ‏ وAshton Town F.C. ‏.